# Laboga
Laboga ist ein polnischer Hersteller von Gitarrenverstärkern. Das Unternehmen wurde 1973 von Adam Laboga gegründet. Die Verstärker trugen zunächst den Namen "DIAMONDSOUND" und später in den 1980er Jahren "LABSOUND". Erst nach dem Ende des Kommunismus in Polen konnten die Verstärker unter dem Familiennamen Laboga verkauft werden.

## Verstärkermodelle

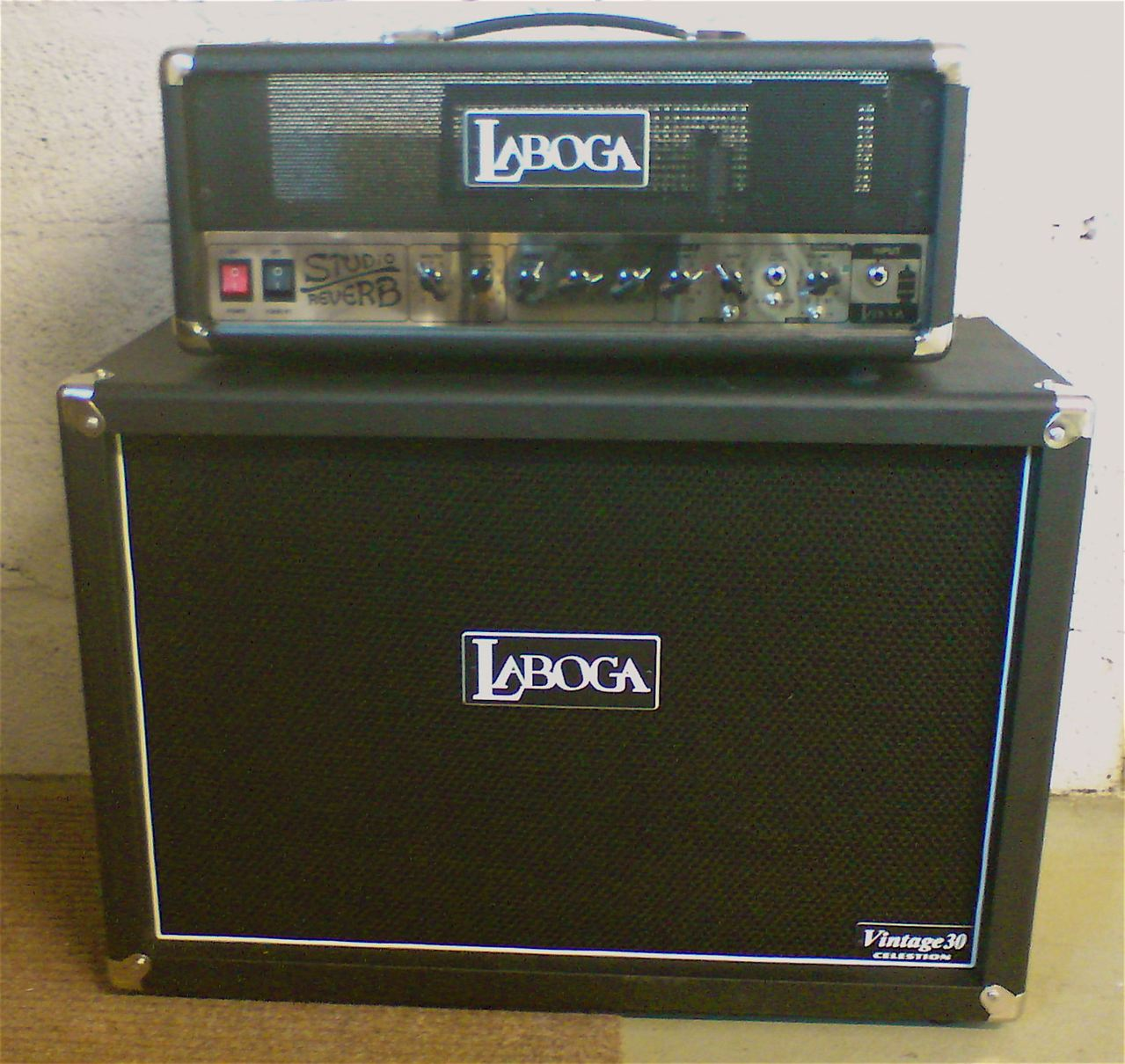
Laboga Studio Reverb Topteil und Box

### Eingestellte Modelle

#### Studio Reverb
Dieser Röhrenverstärker wurde in Deutschland auch unter der Marke Fame verkauft. 

### Aktuelle Modelle

#### Alligator
Der Alligator ist ein Röhrenverstärker mit 50 Watt und vier EL84 in der Endstufe. Er hat zwei Kanäle und ist in zwei Versionen erhältlich: mit gemeinsamen 3-Band Klangregelung oder getrennter 3-Band Klangregelund für beide Kanäle.

#### Caiman
Der Caiman ist der kleine Bruder des Alligator und ist sowohl leichter als auch deutlich kompakter. Er hat ebenfalls 50 Watt (vier EL84) und zwei Kanäle mit gemeinsamer 3-Band Klangregelung.

#### Diamond Sound
Diesen Röhrenverstärker gibt es als 100 und 40 Watt Topteil und 20 Watt Combo. Er wird komplett von Hand in Polen gefertigt.

#### Mr. Hector
Mr. Hector ist ein moderner High-Gain Röhrenverstärker mit zwei Kanälen. Er hat 100 Watt Leistung mit vier 5881 Röhren in der Endstufe. Der Clean Kanal hat eine Gain Regler, der Overdrive Kanal Gain und Volume, beide Kanäle teilen sich eine 3-Band Klangregelung (Bass, Middle, Treble). Neuere Modelle des Mr. Hector haben zwei Master Volume.

#### The Beast
The Beast ist ein günstiger Röhrenverstärker mit britischem Charakter, relativ viel Gain und einem OP-Amp als erster Gain-Stufe. Der Verstärker hat zwei Kanäle. Der Clean Kanal hat Regler für Gain und Charakter, der Drive Kanal Gain, Bass und Treble. Dazu kommt Master Volume. Er ist als 15 Watt Topteil und 1x12" Combo verfügbar und hat zwei EL84 Röhren in der Endstufe. Später erschienen zwei erweiterte Versionen: The Beast 30W plus mit mehr Gain und 30 Watt (vier EL84 Endstufe), einer FX-Loop, Crunch-Mode für den Clean Kanal und einem EQ-Switch für den Drive Kanal. The Beast 30W classic hat etwas weniger Gain und einen anderen Ton aber die gleiche Ausstattung wie der plus.